# Mirabela

Mirabela é um município brasileiro no norte do estado de Minas Gerais. Sua população no censo de 2022 era de 13.651 habitantes. É conhecida por ser a capital nacional da tradicional carne de sol e do pequi. Dos 89 municípios do Norte de Minas, Mirabela é a 23ª em população urbana segundo o IBGE de 2010.

## Festas e comemorações
A vaquejada, evento tradicional no município, juntamente com a festa do Divino Espírito Santo, festa da carne de sol e o aniversario da cidade destacam-se como comemorações realizadas anualmente no município.A tradicional Festa de Agosto De Mirabela é famosa pelo Norte de Minas por trazer pessoas de todos os lugares.

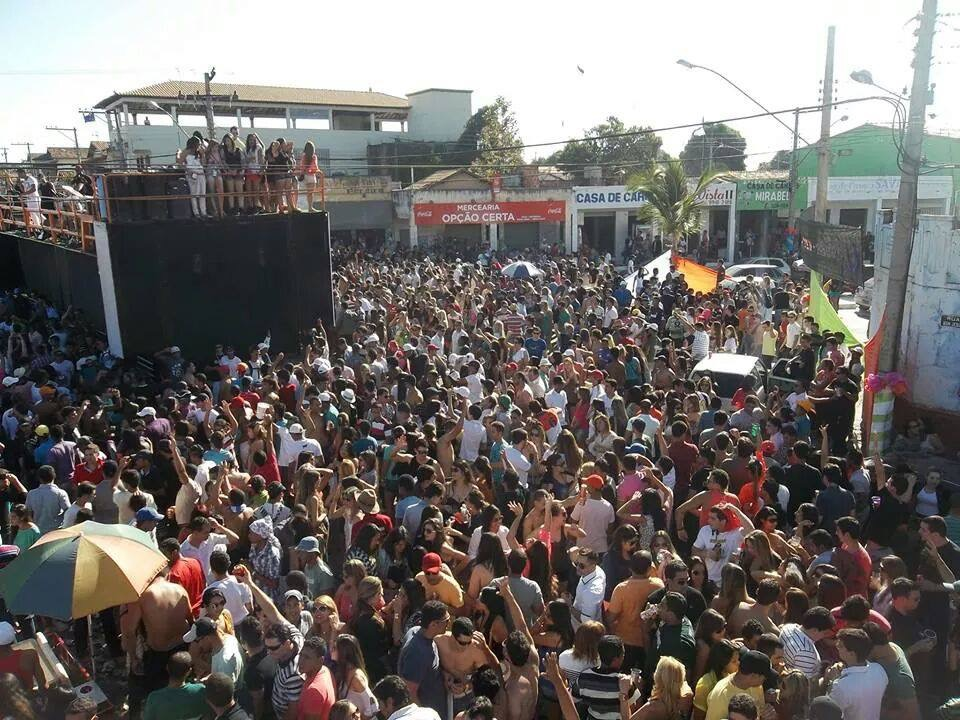
Tradicional alvorada na festa de agosto de Mirabela.

## História
A colonização da região de Montes Claros, onde se formou Mirabela, aconteceu pelas expedições que desbravavam a Colônia em busca de riquezas minerais. O expedicionário da bandeira de Matias Cardoso, Antônio Gonçalves Figueira, desbravou áreas não exploradas do vale São Francisco e, no início do século XVIII, fundou as fazendas Jaíba, Olhos d'Água e Montes Claros. Com a doação de sesmarias a várias famílias, originam-se os primeiros núcleos de povoação, com o cultivo da terra e a criação de gado. Um dos núcleos surgiu na região compreendida entre Montes Claros e Januária, nas terras de ricos e devotos fazendeiros. Em um ponto de parada de tropeiros, constrói-se uma capela em honra a São Sebastião. O povoado cresce, ligado ao município de Brasília de Minas. Mais tarde, em 1911, torna-se distrito de Montes Claros com o nome de Bela Vista. A atual denominação de Mirabela surge em 1943 e, em 1962, o distrito emancipa-se.
Ata da Solenidade de Instalação do Município de Mirabela - Estado de Minas Gerais
A 1°(primeiro) de Março do ano de 1963( mil novecentos e sessenta e três) ás 14(quatorze) horas da tarde em um palanque previamente armado em frente ao prédio que funcionava a intendência do Município, sob o pavilhão Nacional previamente rasteado, o intendente Sr. Joaquim Rabelo da Silva, declarou o inicio da solenidade, em presença de um grande número de alunos do grupo local, senhores, senhoras e senhoritas, convidou a tomar parte no palanque os senhores Exm. Antônio Santos representante da S. EX REVDMª D José Alves Trindade, bispo da Diocese de Montes Claros e antes convidou Exm. ª para corta a fita simbólica  que cerrava a porta da intendência, e em seguida dar a benção as instalações que foi feita sob prolongada alva de tiros; prosseguindo convidou e Sr. Valdivino Assis, representante da Câmara Municipal de Montes Claros; Dr. Décio Lopes Deputado Artur Fagundes, Sr. Manuel Caribé vice presidente da ACIMC, os vereadores José Gomes Ribeiro, Pedro Martins de Santana, José do Amparo, o Dr. João do Valle Mauricio, representante do Deputado Teófilo Pires, o Sr. José Ferreira Guimarães, Juiz de paz, seu Luiz Mendes representante do distrito de Patis, Sr. Olimpio Sinval representante do povoado de São Bento, Sr. João Souto representante de Muquém, Sr. Nei Veloso, a Sr. D. Maria José Brito Lopes, Diretora do grupo escolar, que foi convidada para secretária da solenidade. Seguindo-se os trabalhos, o Sr. intendente prestou seu compromisso ao povo e declarou instalado o Município, proferindo as seguintes palavras: Em virtude dos poderes por mim outorgados declaro instalado o Município de Mirabela, com jurisdição, sobre as circunscrições que tem por sede esta localidade que ora recebe os foros de cidade com a competência e atribuição que a lei confere e determina. Terminadas estas palavras, o Sr. intendente convidou o Sr. Valdivino de Assis para assumir a presidência dos trabalhos, que foi aceito e que ao assumir a presidência pronunciou brilhante discurso, tecendo considerações sobre a satisfação do legislativo e do povo Montes Claros pela emancipação politica e administrativa de Mirabela. Ocorreu ainda sobre o esforço da Câmara Municipal de Montes Claros, no sentido de Mirabela alcançasse essa vitória; que os laços que unem os dois povos continuaram os mesmos, ou mais fortes, dando prosseguimento em saudação a Mirabela feita pela aluna do quarto ano primário Luiza Marieta Gomes que fez lembrar ao povo sobre o Bela Vista menina e Mirabela emancipada; prosseguindo a fala a menina aluna do quarto ano Carmelita Queiroz declamando a bonita poesia de Dijalma Andrade:” Ditosa Pátria” dando segmento a saudação a bandeira nacional e que em ótima oportunidade o povo pressente entoou o Hino Nacional Brasileiro. Pela ordem a menina Maria Amália, aluna do quarto ano declamou a poesia de Olavo Bilac “Pátria”. Em seguida Vera Lucia Guimarães declamou a bonita e sentimental poesia “Cresce a Infância”. Logo após o Sr. Presidente declarou franca a palavra para quem quisesse fazer uso. Logo o Sr. Jose Gomes Ribeiro (Juca Gomes) pedindo a palavra as quais resumiram em agradecimentos aos visitantes e convidou o Sr. Juca Rodrigues para tomarem parte ao palanque para fazer votos a DEUS pela tranquilidade do povo e do futuro de Mirabela. O último a fazer o uso da palavra foi o deputado Artur Fernandes de Oliveira que teceu várias considerações sobre a vida politica de Mirabela e por fim fazia prece a DEUS em benção especial para essa data, e que Mirabela pelo esforço de sua gente desponta para entregar-se no concerto, das futurosas comuns do estado de Minas Gerais. Para constar, eu secretária Maria José Brito Lopes, desta solenidade, lavrei a presente ata, que foi lida, aprovada e assinada por todos os presentes a está solenidade de Instalação do Município de Mirabela.
Ata da Instalação da Câmara Municipal de Mirabela, realizada em 30 de agosto de 1963.
Aos trinta dias do mês de agosto de 1963, ás 13h30min, no edifício da Prefeitura Municipal, sala da câmara, ai presente o Exmo. Sr. Dr. Juiz de direito da primeira vara, esta comarca de Montes Claros, Dr Francisco Borgia Vale, acompanhado por mim, seu secretário, nomeado para este fim. Pelo M.M. Juiz de direito foi declarado que a presente sessão tinha por fim empossar vereadores eleito no pleito de 30 de junho do corrente ano. Testemunharam a histórica reunião, como convidados, além de grandes números de pessoas gradas na sociedade do município e de outros municípios vizinhos, os senhores Dr. Valdivino Assis e Gentil Freire Alquimim, Rui Braga, vereadores em Montes Claros, Dr João Valle Mauricio, presidente da regional da associação médica do estado, Dr Pedro Santos, representado pelo senhor  Caio Mário Lafetá, Semeão Ribeiro Pires, vereador em Montes Claros e representante da Ex. Sr. Deputado Federal, Dr Teófilo Pires, Exmo. Sr.Dr Arthur Fagundes, Deputado a assembleia legislativa do estado. O M.M Juiz de direito Dr Francisco Borgia Valle, procedeu à chamada dos vereadores eleitos, constatando a presença dos seguintes edis: José Carlos Rodrigues Veloso, Antônio Ferreira Lopes, Adão Mendes Aquino, José Alves Pereira, Maria José Ribeiro, Damásio Luiz de Araújo, Newton Rodrigues Gusmão, Durval Fiuza Cardoso, José Luiz Souto, Maria Augusta Santos, Osvaldo Ferreira da Silva e eu próprio, Caio Mário Lafetá, funcionando como secretário, conforme consta acima. Verificando-se presente doze dos treze vereadores eleitos, havendo, portanto, número legal e verificando o M.M. Dr Juiz de direito a autenticidade dos diplomas, apresentaram os Sres. vereadores os necessários documentos comprobatórios de sua situação com o serviço militar. Em seguida foi convidado principalmente o vereador mais votado, este mesmo secretário, Caio Mário Lafetá, que fez a seguinte declaração: "Prometo cumprir dignamente o mandato a mim confiado, observando as leis e trabalhando pelo engrandecimento deste município", o que foi confirmado pelos demais vereadores, proferindo a seguintes palavras: "Assim prometo". Em seguida, em primeiro escrutínio secreto, procedeu-se a eleição da mesa, cujo resultado foi o seguinte: para presidente,  José Carlos Rodrigues Veloso, com sete votos; para vice-presidente, José Alves Pereira, com sete votos; para secretário, Damázio Luiz de Araújo; e ainda José Luiz Souto, com cinco votos, para presidente e cinco votos em branco para vice-presidente e outros cinco votos em branco para secretário, havendo o M.M. Juiz proclamados eleitos os seguintes vereadores : para presidente, José Carlos Rodrigues Veloso; para vice-presidente, José Alves Pereira e para secretário, Damázio Luiz de Araújo. Após o M.M. Juiz de direito haver dado posse a mesa eleita, em emocionantes e vibrantes palavras, concitou os Srs. Vereadores a tudo empreenderem em beneficio do progresso da nova comunidade de Mirabela, retribuindo, dessa forma, a confiança de que foram merecedores do povo do município, retirando-se em seguida. Do que, para constar lavrou-se o presente ata que lida e achada conforme, vai devidamente assinada, como secretário ao qual subscreve.
Esse momento áureo de Mirabela se deu no periodo da licença concedida ao prefeito Municipal Simeão Ribeiro Pires exercendo o cargo de 1959/1962, a fim de disputar a eleição para o cargo de vereador onde prestou excelente desempenho diante à comunidade nos anos de 1963/1972 , a qual se verificaria a 7 de outubro de 1962, José Maria Sobrinho ocupou o cargo de Prefeito do município de Montes Claros, por quarenta dias onde nesse período ocorreu a emancipação da cidade de Mirabela. 
Mirabela é conhecida pela produção de carne de sol, uma tradição que data dos tropeiros na década de 1930. Em 2017, o município tinha 21 açougues, comercializando em torno de 12 toneladas de carne (80 reses abatidas) por semana, com cerca de 70% da produção destinada para outras cidades.

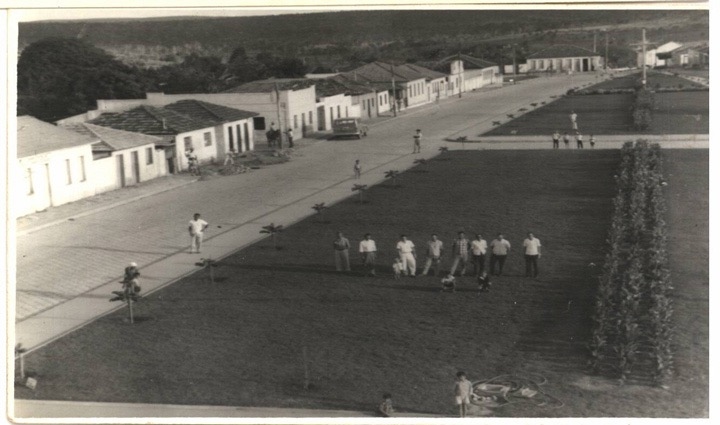
Arborização da Praça Bom Jesus.

## Prefeitos

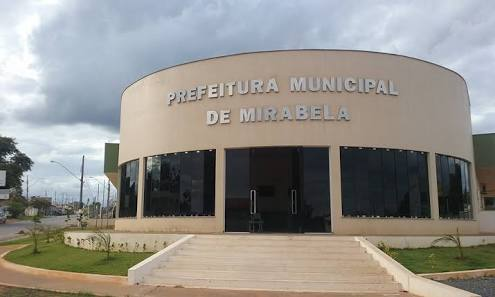
Prefeitura de Mirabela.

## Educação
Mirabela possui 3  escolas da rede estadual de ensino com aproximadamente 2.600 alunos matriculados na E.E. Professora Maria Machado Além desta, possui também a E.E. Major Alexandre Rodrigues e a E.E. Santa Maria, situada no Distrito de Muquém. A rede municipal de ensino abriga escolas que atendem do 1º ao 9º ano do Ensino Fundamental e pré-escola.
Os esportes são praticados nas escolas, em quadras da cidade e nos clubes. Os mais praticados são futebol de campo, futebol de salão, peteca e voleibol.

## Saúde
Na rede pública Mirabela atualmente possui cinco unidades básicas de saúde (UBS)  na sede do município nos bairros: Centro, Bela vista, São João, São Geraldo e São José, além de mais três na zona rural, nos distritos de Muquém, São Bento e Riacho das Pedras. Possui também centros de apoio e especialidades como uma Farmácia de Minas, CAPS e um Clínica de fisioterapia. O município conta com um hospital municipal , o Hospital Municipal  São Sebastião, um centro de apoio da saúde hospitalar no Norte de Minas.
Já no âmbito privado, o município conta com diversas clínicas de especialidades médicas e odontológicas .

## Aspectos geográficos
- Área: 720,828 km²
- População:  13,651 habitantes
- Densidade: 18,09 habitantes por./km²
- Altitude: 845 metros
- IDH: 0,665
- PIB: R$ 163 016,755 mil[5]
- PIB per capita: R$ 11 941,74[5]

### Escolas
- E.E. Major Alexandre Rodrigues
- E.E. Professora Maria Machado
- E.M. Eva Ruas Guimarães
- E.M. Deputado António Pimenta
- E. E. Santa Maria

### Ensino superior
- Sistema Educacional Eadcon

### Distâncias
Distâncias rodoviárias:
- Salvador: 1049 km
- Brasília: 495 km
- Rio de Janeiro: 1086 km
- São Paulo: 914 km
- Belo Horizonte: 464 km
- Uberlândia: 688 km
- Montes Claros: 64 km
- Januária: 100 km
- Brasília de Minas:38 km
- Janaúba:189 km
- Bocaiúva: 108 km
- Vitória da Conquista: 527 km

## Bairros
- Bela Vista
- Centro
- Cristo Rei
- São Geraldo
- São João 1
- São José 1
- São José 2

## Turismo local
Os principais atrativos turísticos são:
- Cachoeira do Riachão
- Pesquipague do Cácio

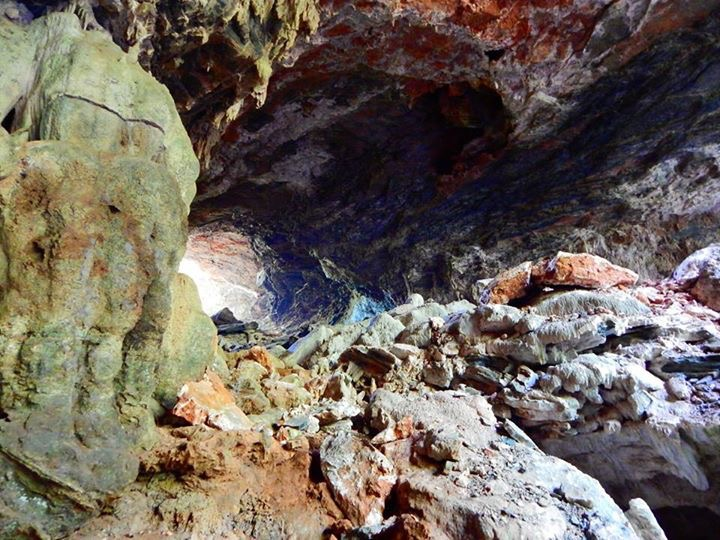
Caverna da região.

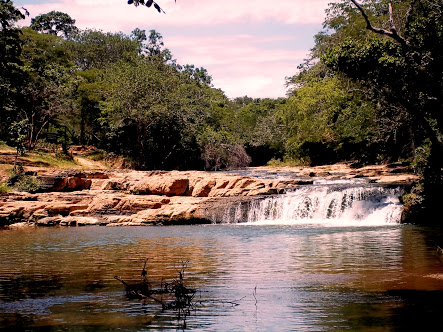
Rio Riachão.

- Praça da Igreja Matriz de São Sebastião
- Cachoeira Barragem
- Clube Dos Pequizeiros
- AABB
- Parque de vaqueijada Dr.Márcio Rabelo
- Pilastras
- Pedão(em Riachão)

O município conta também com cavernas e cachoeiras, que são destino de pesquisadores de universidades e de turistas ao longo do ano.

### -Canyon Da Usina Velha

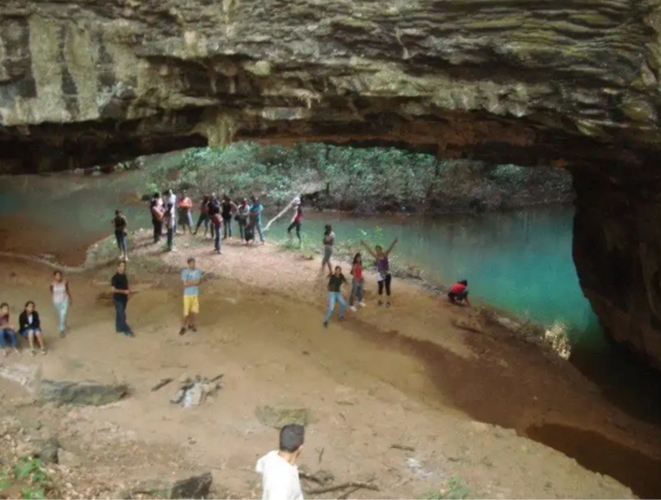
Canyon na antiga Usina que abstecia a cidade.

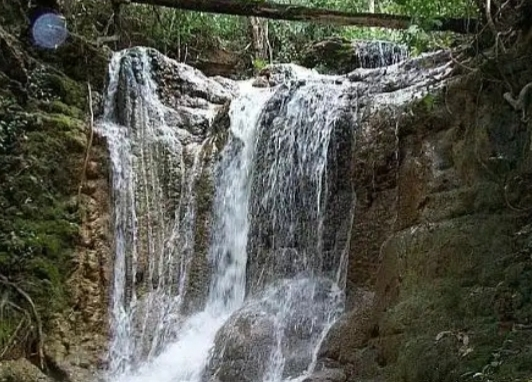
Cachoeira da Usina Velha. Ao longo do ano costuma-se receber vários estudantes. O local é usado por simpatizantes do rapel.

Catalogado pela Sociedade Brasileira de Espeleologia. Localiza-se a 70Km de Montes Claros, com acesso por estrada asfaltada até a cidade de Mirabela e depois por 5Km de estrada não pavimentada. O Canyon da Usina Velha foi apelidado pelos espeleólogos de Mini Peruaçu dada a sua semelhança com o Vale do Peruaçu, em suas feições geomorfológicas que apresentam arcos, cavernas, canyons e vegetação exuberante, entrecortadas por um rio. No entanto tudo em dimensões bem mais reduzidas que o local que lhe inspirou o apelido. Essa pequena jóia do município de Mirabela se configura como um excelente passeio de um dia, dada a sua beleza cênica, facilidade de deslocamento e proximidade com Montes Claros.